# Забелло, Юзеф
Ю́зеф Забе́лло (пол. Józef Zabiełło, 1750? — 9 мая 1794) — государственный и военный деятель Великого княжества Литовского, гетман польный литовский (1793—1794), ловчий великий литовский с 1775 года, депутат от Жемайтского староства на Четырёхлетний сейм, генерал-лейтенант войска литовского, в 1782—1784 годах депутат Постоянного Совета, маршалок Тарговицкой конфедерации в Литве, староста тельшяйский. Российский ставленник и агент русского влияния в Литве.

## Биография
Сын Антония Забелло, маршалка ковенского, ловчего великого литовского, двоюродный брат Михаила Забелло, родственник родов Коссаковских и Прозоров. Через жену породнился с Станиславом Августом Понятовским — был его подкоморием и близким придворным.
В 1764 году он подписал элекционные списки за избрание королём Станислава Августа Понятовского. Командовал кавалерийским региментом в бригаде генерала Людвика Трокина. Подписал Конституцию 3 мая. Принимал участие в русско-польской войне 1792 года под командованием своего брата Михаила. Будучи генерал-майором, продемонстрировал некомпетентность и отсутствие элементарных военных знаний, и даже был подозреваем в измене. После вступления русских войск сразу же примкнул к Тарговицкой конфедерации и был повышен до генерал-лейтенанта.
По просьбе посла России Якова Сиверса получил звание маршалка Тарговицкой конфедерации в Литве. В качестве награды, 15 июня 1793 года получил звание гетмана польного литовского. Выполнял программу гетмана великого литовского Шимона Коссаковского по сокращению литовских войск и их присоединения к русской армии.
После победы восстания Костюшко в Варшаве в посольстве России были захвачены документы, свидетельствующие, что Забелло получал жалование от русских. 9 мая 1794 года по решению Совета временной замены Юзеф Забелло вместе с гетманом великим коронным Петром Ожаровским, епископом Юзефом Коссаковским и маршалком Юзефом Анквичем был приговорён к смерти через повешение.
После смерти Юзефа Забелло его семья не была забыта российскими властями: в наследственное владение им были переданы тельшяйское и Вилькийское староства со всеми землями за исключением города Тельшяй и его предместий.

## Награды
В 1777 году награждён орденом Святого Станислава. Также награждён орденом Белого Орла.

## Семья
- Отец — Антоний Забелло (1710? — 1776).
- Мать — Софья Щит (1720? — ?) герба «Ястржембец».
- Супруга — Марианна Соболевская (? — 1818).
- Сын — Генрих Казимир Забелло (1785—1850), был женат на Габриэле Гутаковской (? — 1871).